# Gaston Rey
Pour les articles homonymes, voir Rey.
Gaston Albert Marius Rey est un acteur français, né le 1er novembre 1904 à Marseille (Bouches-du-Rhône) et mort le 24 juillet 1978 à Fontenay-aux-Roses (Hauts-de-Seine).

## Biographie
Gaston Rey est né dans une famille de musiciens. Son père, Marius Ferdinand, dit "Fernand Rey" (Marseille 14 janvier 1866 - 28 janvier 1926) fut le chef d'orchestre du Grand Théâtre rebaptisé Opéra de Marseille. Outre sa carrière d'acteur, il fut ténor fantaisiste, et jusqu'aux années 1970, un des piliers de la troupe radio-lyrique de la RTF/ORTF, qui donnait sur les ondes un ouvrage par semaine.

## Filmographie

### Cinéma
- 1937 : Mademoiselle ma mère d'Henri Decoin - un gigolo
- 1945 : Le Capitan de Robert Vernay - Film tourné en deux époques -
- 1945 : Cyrano de Bergerac de Fernand Rivers
- 1951 : Le Garçon sauvage de Jean Delannoy
- 1952 : Plaisirs de Paris de Ralph Baum
- 1952 : Son dernier Noël de Jacques Daniel-Norman - Antoine Fabrèze
- 1953 : Jeunes Mariés, de Gilles Grangier - le voleur
- 1953 : Piedalu député de Jean Loubignac
- 1953 : Si Versailles m'était conté de Sacha Guitry - Henri IV
- 1954 : Dix huit heures d'escale de René Jolivet - Berger
- 1954 : Napoléon de Sacha Guitry
- 1954 : Le Printemps, l'automne et l'amour de Gilles Grangier - Antoine Sarrazin
- 1955 : Impasse des vertus de Pierre Méré - l'inspecteur Lenormand
- 1955 : La Grande Bagarre de don Camillo - Don Camillo e l'onorevole Peppone de Carmine Gallone - Bolléni
- 1956 : L'Homme à l'imperméable de Julien Duvivier - le ténor
- 1956 : La mariée est trop belle de Pierre Gaspard-Huit
- 1962 : Le Voyage à Biarritz de Gilles Grangier - Beaucoiran
- 1963 : La Cuisine au beurre de Gilles Grangier - Espinasse

### Télévision
- 1956 : En votre âme et conscience, épisode : Le secret des Feynarou de  Claude Barma
- 1957 : En votre âme et conscience, épisode : L'affaire Gouffé de  Claude Barma
- 1957 : En votre âme et conscience, épisode : L'Affaire Allard de  Jean-Paul Carrère
- 1958 : En votre âme et conscience :  L'Affaire de Villemomble de Claude Barma
- 1959 : Les Trois Mousquetaires de Claude Barma
- 1959 : En votre âme et conscience, épisode : L'Affaire Steinheil de Jean Prat